# Überfallalarm
Ein Überfallalarm ist eine Form eines Alarms nach einem Überfall (Raub, Räuberische Erpressung, Bedrohung), der zu einer Alarmierung der Polizei (Zivilstreife) und/oder eines Sicherheitsdienstes (Alarmverfolgung) führt. Ziel der Alarmierung ist die Beendigung der Gefahrenlage und die Festnahme des Täters oder der Täter.
Er wird durch eine Überfallmeldeanlage ausgelöst. Überfallalarme sind zum Teil aus taktischen Gründen stille Alarme, d. h., sie sind in dem Raum beziehungsweise Gebäude nicht akustisch oder visuell wahrnehmbar. Die Polizeieinsatzzentrale überprüft umgehend nach dem Auflaufen durch (fernmündlichen) Rückruf, ob es sich um einen echten oder um einen falschen Alarm handelt.
Es gibt jedoch auch Geräte im Taschenformat (auch „personal alarm device“, mobile Kleinstalarme, Schrillalarme oder Personenalarm bezeichnet), die Überfallene bei sich tragen können. Diese lösen auf Anforderung einen schrillen Alarm aus, um Aufmerksamkeit auf die Straftat zu lenken. Eine automatische Verständigung wie bei den stationären Alarmen ist jedoch in der Regel nicht vorhanden.